# Adnali (Chamakhi)
Adnali est un village de la région de Şamaxı en Azerbaïdjan.

## Histoire
Le village d'Adnali a été créé le 27 juin 2003.

## Population
Selon les statistiques de 2009, la population du village est de 941 personnes.

## Culture
Il y a un club, une bibliothèque, une école maternelle et une école secondaire dans le village.